# Wilhelm Palm
Wilhelm Palm (* 25. Mai 1811 Berlin; † 16. Februar 1876) war ein deutscher Verwaltungsjurist und Parlamentarier.

## Leben
Wilhelm Palm studierte an der Ruprecht-Karls-Universität Heidelberg Rechtswissenschaft und wurde 1932 im Corps Saxo-Borussia Heidelberg recipiert. Nach Abschluss des Studiums trat er in den preußischen Staatsdienst. 1841–1843 absolvierte er den Vorbereitungsdienst bei der Regierung in Breslau. 1843 bestand er die Prüfung als Regierungsassessor. Von 1851 bis 1865 war er Landrat des Kreises Saatzig. Danach war er Stadtrat in Potsdam und gehörte der dortigen Stadtverordnetenversammlung an. Zuletzt lebte er in Steglitz bei Berlin.
Palm saß 1850–1852 als fraktionsloser Abgeordneter des Wahlkreises Stettin 4 und von 1870 bis zu seinem Ausscheiden am 30. Januar 1871 als fraktionsloser Abgeordneter des Wahlkreises Potsdam 5 (Stadtkreis Potsdam) im Preußischen Abgeordnetenhaus.
Verheiratet war er seit dem 17. Juni 1847 mit Luise Ottilie Ernstine von Troschke (* 10. März 1824), einer Tochter des Generalleutnants Ernst Maximilian von Troschke.